# Rafael García (urugwajski piłkarz)
Rafael „Rafa” García Casanova (ur. 6 stycznia 1989 w Maldonado) – urugwajski piłkarz występujący na pozycji środkowego obrońcy lub defensywnego pomocnika, trener piłkarski.

## Kariera klubowa
García jest wychowankiem akademii juniorskiej zespołu Club Nacional de Football ze stołecznego Montevideo. Zanim został włączony do pierwszej drużyny, udał się na wypożyczenie do niżej notowanego klubu Rampla Juniors, również mającego siedzibę w stolicy. W jego barwach zadebiutował w urugwajskiej Primera División za kadencji szkoleniowca Hugo Pargi, 22 sierpnia 2010 w przegranym 1:3 spotkaniu z Liverpoolem, natomiast premierowego gola strzelił 5 grudnia tego samego roku w przegranej 1:2 konfrontacji ze swoim macierzystym Nacionalem, spektakularnym uderzeniem zza połowy boiska. Po roku spędzonym z Rampla jako podstawowy piłkarz powrócił do Nacionalu, gdzie w sezonie 2011/2012 zdobył tytuł mistrza Urugwaju, będąc jednak głębokim rezerwowym prowadzonej przez Marcelo Gallardo ekipy. Wobec tego już po roku został wypożyczony na rok do stołecznego Centro Atlético Fénix, gdzie był podstawowym graczem zespołu w którego barwach nie odniósł jednak żadnych sukcesów. Po powrocie do Nacionalu spędził w nim jeszcze półtora roku – początkowo jako rezerwowy, lecz później wywalczył sobie miejsce w składzie.
Wiosną 2015 García przeszedł do meksykańskiego klubu Monarcas Morelia. W jego barwach zadebiutował w tamtejszej Liga MX, 9 stycznia 2015 w zremisowanym 0:0 meczu z Tolucą.
| Sezon     | Klub                      | Kraj    | Rozgrywki        | Mecze | Bramki |
| --------- | ------------------------- | ------- | ---------------- | ----- | ------ |
| 2010/2011 | Rampla Juniors            | Urugwaj | Primera División | 24    | 1      |
| 2011/2012 | Club Nacional de Football | Urugwaj | Primera División | 2     | 0      |
| 2012/2013 | Centro Atlético Fénix     | Urugwaj | Primera División | 24    | 1      |
| 2013/2014 | Club Nacional de Football | Urugwaj | Primera División | 11    | 0      |
| 2014/2015 | Club Nacional de Football | Urugwaj | Primera División | 14    | 0      |
| 2014/2015 | Monarcas Morelia          | Meksyk  | Liga MX          |       |        |